# Sterkh
Sterkh (en russe : Стерх, Grue de Sibérie) est un système russe de recherche et sauvetage par satellite, faisant partie du système international de recherche et de sauvetage assisté par satellite Cospas-Sarsat.

## Vue d'ensemble
Sterkh a été développé pour remplacer l'ancien système Nadezhda. Contrairement à leurs prédécesseurs, les satellites Sterkh ne disposent pas de système de navigation, cette fonction ayant été reprise par GLONASS. Les satellites Sterkh sont donc plus petits que leurs prédécesseurs et ont été conçus pour être lancés en tant que charges utiles secondaires avec d'autres satellites.
Les satellites pèsent 160 kg et mesurent 750 × 1 350 × 2 000 mm en état d'expédition et 976 × 2 957 × 10 393 mm en état de fonctionnement, avec des panneaux solaires ouverts et une barre gravitationnelle déployée. Les satellites emportent le complexe de sauvetage radio embarqué RK-SM. Leur durée de vie opérationnelle prévue est de 5 ans. Les satellites ont été conçus et fabriqués par PO Polyot.

## Historique des lancements
| Date de lancement | Désignation | Identifiant COSPAR | Notes |
| ----------------- | ----------- | ------------------ | --- |
| 21 juillet 2009   | Sterkh-1    | 2009-039B          | Avec Cosmos 2454 (Parous 98). Échec partiel : les panneaux solaires ne se sont pas alignés correctement.                                                                           |
| 17 septembre 2009 | Sterkh-2    | 2009-049B          | Avec Meteor-M 1, Universitetsky-Tatyana-2 (en), UGATUSAT (en), SumbandilaSat (en), BLITS (en), IRIS. Échec partiel : la barre gravitationnelle ne s'est pas déployée correctement. |

Le premier satellite de la série, Sterkh-1, a été lancé le 21 juillet 2009 par une fusée Cosmos-3M avec un Parous.
Sterkh-2 a été lancé le 17 septembre 2009 par une Soyouz-2.1b avec 6 autres satellites.